# 川根溫泉笹間渡站
川根溫泉笹間渡站（日语：／ Kawaneonsensasamado eki */?）是位於靜岡縣島田市川根町笹間渡，屬於大井川鐵道的大井川本線的車站。

## 歷史
- 1930年（昭和5年）7月16日 - 笹間渡站啟用。
- 2003年（平成15年）10月1日 - 車站改名為川根溫泉笹間渡站。

## 車站構造
此站是地面車站，設有1面1線的單式月台。此站是無人車站，站內設有畫廊和咖啡廳「Higurashi」。本站也設有輪子椅人士專用出入口和廁所。

## 使用狀況
- 在2007年度，1日平均乘車人次為43人[2]。

## 車站周邊
- 道之驛川根溫泉（日语：道の駅川根温泉）（親睦之泉）
- 親睦平房[1]
- 大井川鐵道川根溫泉酒店
- 靜岡縣道77號川根寸又峽線（日语：静岡県道77号川根寸又峡線）

## 巴士路線
島田市自主運行巴士
笹間渡笹間線「山彥號」

## 圖庫

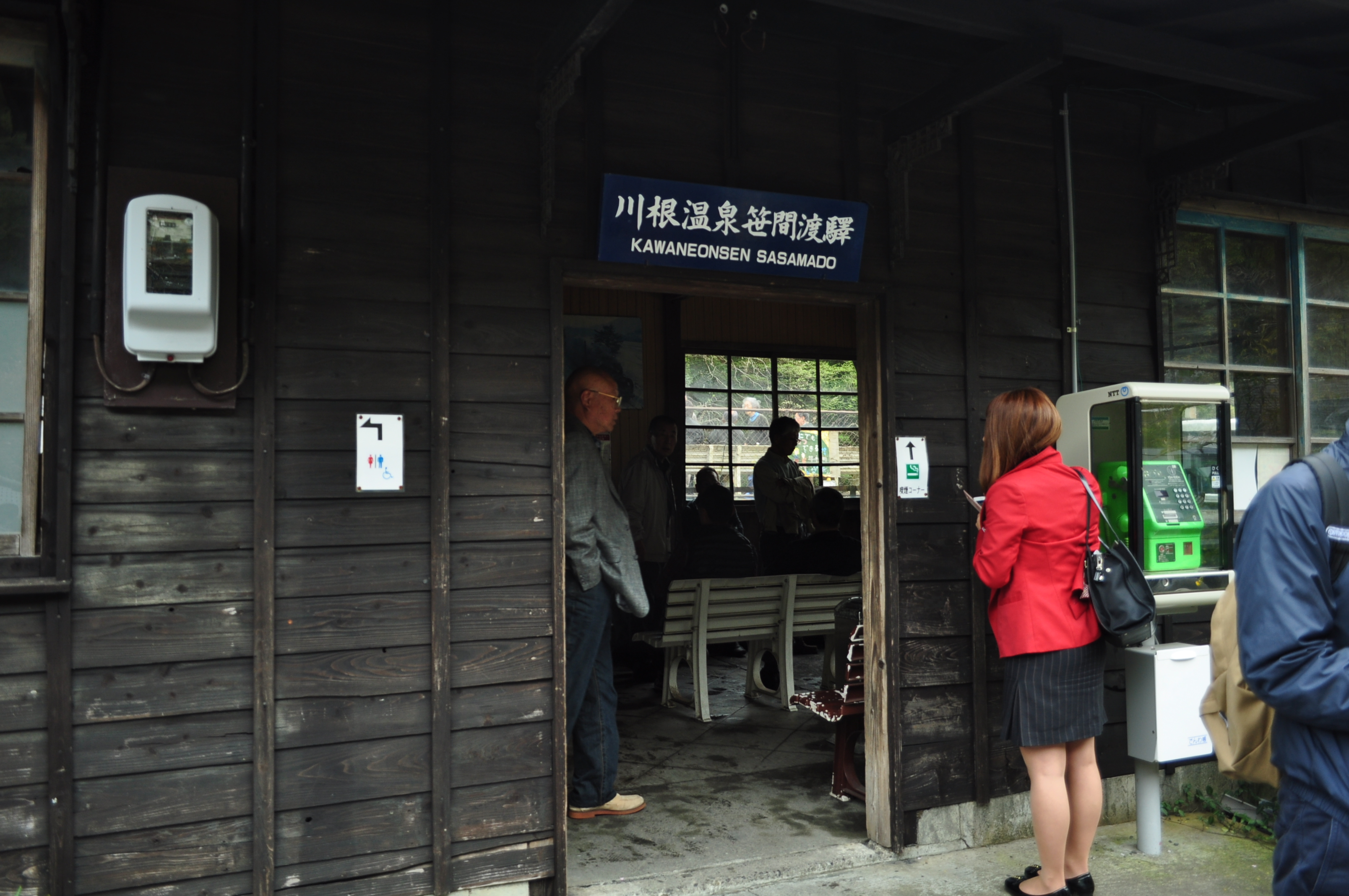
川根溫泉笹間渡站（2015年4月4日）
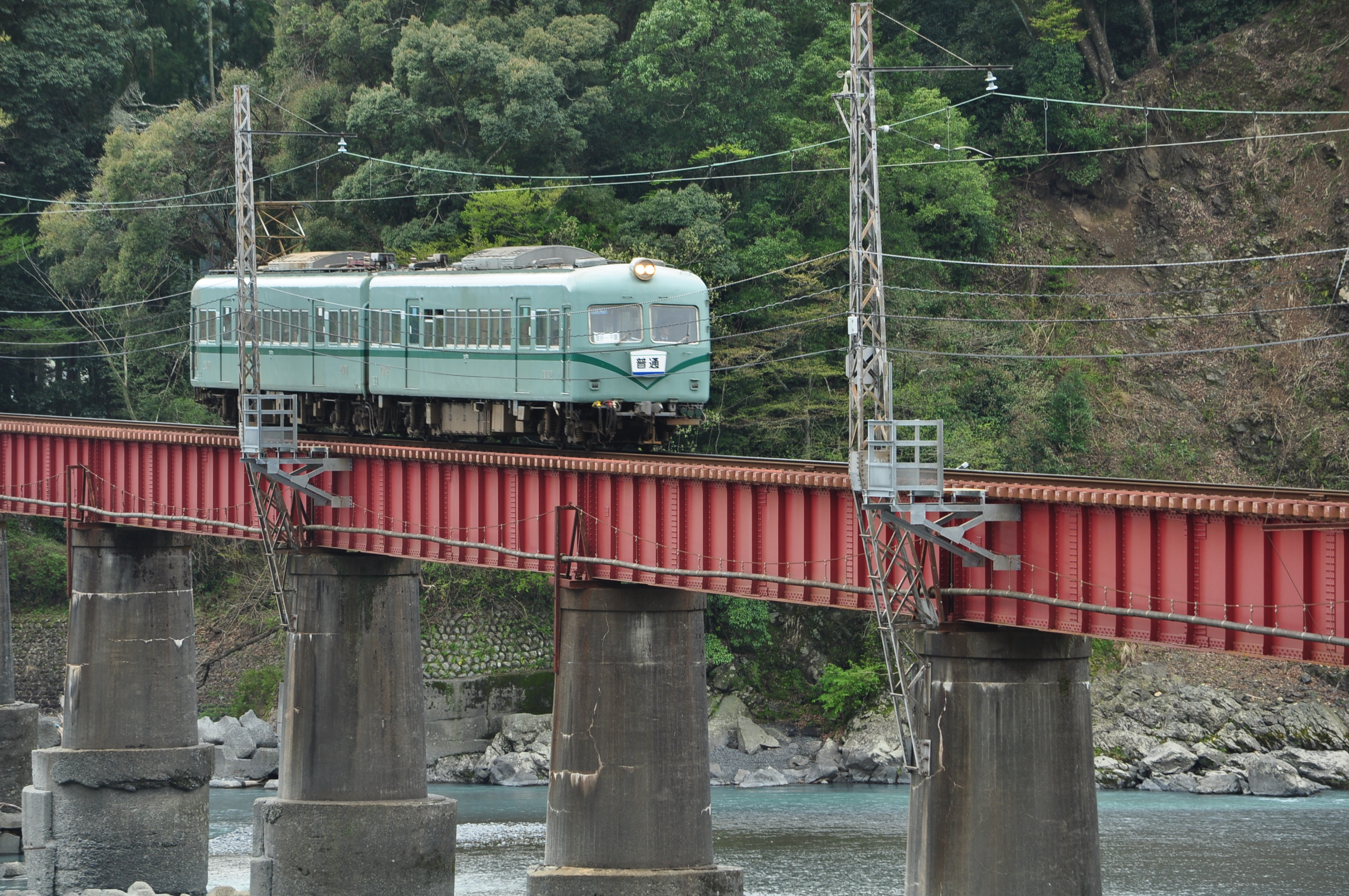
從川根溫泉望見大井川本線（2015年4月4日）
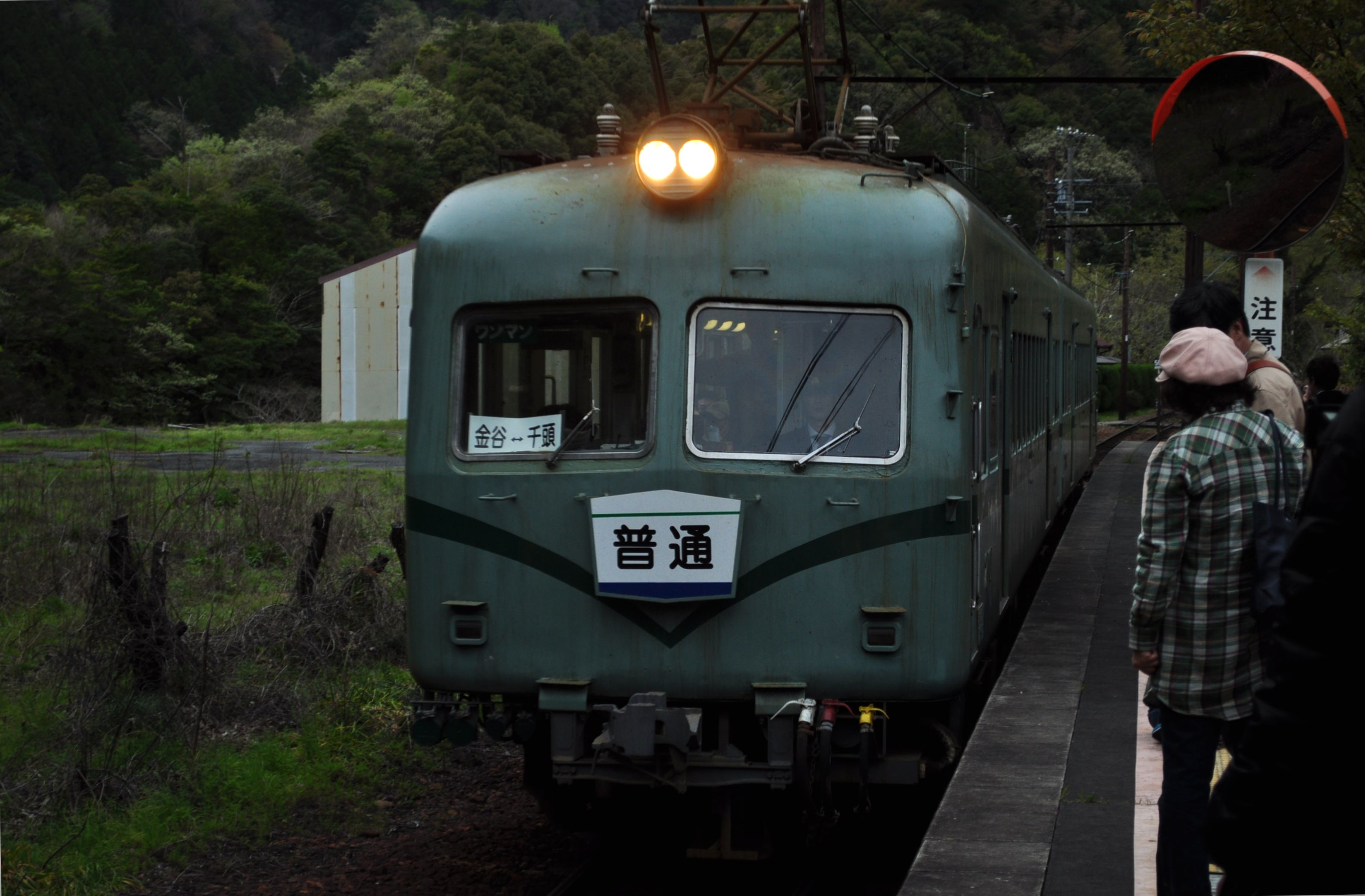
川根溫泉笹間渡站月台（2015年4月4日）
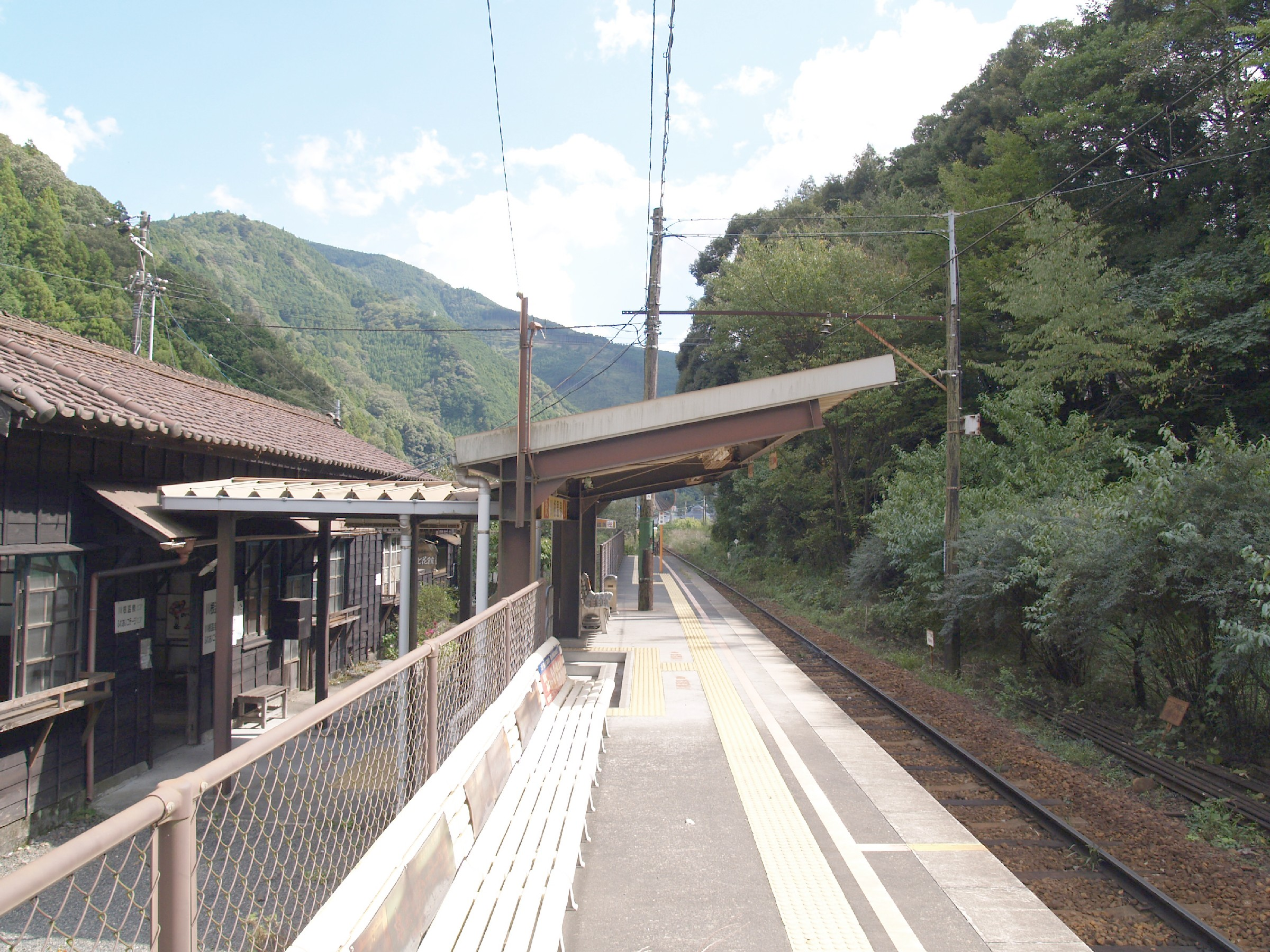
月台（2009年10月）

## 相鄰車站
大井川鐵道
大井川本線
拔里－川根溫泉笹間渡－地名

## 注腳
1. 1 2 3  . 交通新聞 (交通新聞社). 1998-05-12: 2 （日语）.
2. ↑  靜岡縣統計年鑑

## 外部連結
- 大井川鐵道 （页面存档备份，存于）（日語）
- 川根溫泉親睦之泉 （页面存档备份，存于）（日語）